# 李忠 (水浒传)
李忠是小說《水浒传》中的人物，外號「打虎將」，於小說第三回「史大郎夜走華陰縣，魯提轄拳打鎮關西」中首次被提及，本來是一名行走江湖，耍棒賣藥的人，也是史进早年的槍棒老師之一，個性吝嗇。後來打敗桃花山首領周通，自己成為寨主，於三山聚義時上梁山，司職步军将校，坐上第八十五把交椅。

## 經歷

### 出場
當史进在渭州和鲁達閒談間遇到正在賣藥的李忠，經史進介紹後鲁達便邀請李忠一起到酒樓吃飯，李忠說還想賣一下膏藥賺點錢，晚點再去酒樓會合，魯達一聽不悅的厲聲驅趕旁觀的客人逼李忠赴會，李忠無奈前往。之後三人聽得金老漢父女受鎮關西鄭屠壓迫的不平事後，決定一起教訓鎮關西，魯達提議江湖救急，三人湊錢給金翠蓮離開此地，魯達出五兩、史進豪邁的出十兩，但李忠面有難色的摸摸錢袋，慢慢地拿出二兩並說自己錢不多，魯達嫌李忠小氣而不屑的丟回那二兩不要李忠幫出了，李忠只得苦笑賠罪。

### 桃花山
李忠后来在路过桃花山时被山寨首領周通襲擊，李忠反將他打败，之後便上山落草成了桃花山大頭目，周通則淪為二頭領。殺人棄官成為和尚的魯智深路過桃花山下的桃花村時，恰巧遇上周通強娶桃花村村長的女兒，魯智深因想幫助莊主，便先行躲在房中痛打了周通一頓。周通逃回山寨後李忠聞訊下山去替周通報仇，李忠沒料到出手者為魯智深，兩人一陣寒暄後，經魯智深勸說加上李忠調解，周通便罷去強娶村長女兒的想法，事情圓滿落幕後魯智深便受邀上桃花山作客，李忠想請魯智深當桃花山大王，但魯智深嫌李忠小氣而不願與之為伍推辭，李忠為了送魯智深盤纏而帶周通下山搶劫，但魯智深心想寨裡明明一堆財寶器物，居然不願直送還要下山搶劫借花獻佛才甘願，魯智深對李忠的吝嗇鄙視氣極，趁兩人帶隊下山時盜取寨內金銀財寶洩憤並從後山逃離，李忠回來時發現魯智深所作所為後也只能無奈接受。

### 上梁山
呼延灼征梁山泊時大敗而逃，因大敗而不敢回京受責，於是決定投奔青州知府並帶兵攻打桃花山以將功贖罪。李忠探得消息後，派出周通迎戰，卻不是呼延灼對手。回到山寨後二人決定寫信向二龍山求助，周通怕以前的恩怨讓魯智深不願相助，但李忠笑說魯智深是個直腸子的性情中人，必定不計代價相幫。收到桃花山求救的鲁智深果然馬上夥同楊志和武松帶人到達支援，和呼延灼打成平手。恰巧白虎山的孔明、孔亮兄弟正攻打青州城，呼延灼便揮軍回救，把孔明活捉，孔亮卻逃出向李忠等人求救，眾人認為合三山之力仍不足以攻下青州，於是派孔亮聯同梁山泊兵馬攻打青州。青州城破後，桃花山、二龍山和白虎山三山共十一名頭領加入梁山泊，李忠也是其中之一。

### 征方臘
李忠在聯同其他一百零七名頭領受招安後，與梁山泊全體征讨方腊，其中攻打睦州昱岭關时看到史進被庞万春殺害，他大吃一驚，隨即被庞万春、雷炯、计稷等人射死於关下。

## 出場回目
- 第三回「史大郎夜走華陰縣，魯提轄拳打鎮關西」
- 第五回「小霸王醉入銷金帳，花和尚大鬧桃花村」
- 第五十八回「三山聚義打青州，眾虎同心歸水泊」
- 第一百十八回「盧俊義大戰昱嶺關，宋公明智取清溪洞」

## 影響
相比起其他不少一百單八將裏的角色，李忠的名氣不大，可是由於出現在著名故事「魯提轄拳打鎮關西」，他的名字依然出現在不少水滸傳選本中。

## 影视形象
- 1962年电影《花田错》：田丰
- 1983年山东版《水浒》：周效胜
- 1998年央视版《水浒传》：不明
- 2011年版《水浒传》：李永林
- 2013年版《武松》：韦殿波